# Hellinger–Toeplitz' sætning
I den del af matematikken, der kendes som funktionalanalyse, siger Hellinger–Toeplitz' sætning, at enhver overaltdefineret symmetrisk operator på et Hilbertrum er begrænset. Pr. definition er en operator symmetrisk, hvis
{\displaystyle \langle Ax|y\rangle =\langle x|Ay\rangle }
for alle x og y i definitionsområdet for A. Bemærk at symmetriske operatorer der er defineret overalt, nødvendigvis er selvadjungerede, så sætningen kan også formuleres med selvadjungerede operatorer i stedet for symmetriske. Sætningen er opkaldt efter Ernst David Hellinger og Otto Toeplitz.
Sætningen kan betragtes som et korollar til sætningen om lukkede grafer, da selvadjungerede operatorer er lukkede. Alternativt kan den vises ved hjælp af Banach–Steinhaus' sætning (også kendt som princippet om uniform begrænsethed).
Sætningen medfører visse tekniske vanskeligheder i den matematiske formulering af kvantemekanikken. Observable i kvantemekanikken svarer til selvadjungerede operatorer i Hilbertrum, hvis elementer beskriver det pågældende kvantemekaniske systems tilstande, men nogle observable (såsom energi) er ubegrænsede. Disse kan således ikke defineres overalt, og man må stille sig tilfreds med et tæt definitionsområde. Et konkret eksempel er den kvantemekaniske harmoniske oscillator. Denne er typisk beskrevet i Hilbertrummet L²(R) – rummet af kvadratisk integrable funktioner med værdier i R – og energioperatoren H er (efter passende valg af enheder) defineret som
{\displaystyle [Hf](x)=-{\frac {1}{2}}{\frac {{\mbox{d}}^{2}}{{\mbox{d}}x^{2}}}f(x)+{\frac {1}{2}}x^{2}f(x).}
Denne operator er selvadjungeret og ubegrænset og kan således ikke defineres på hele L²(R).